# Font del Ruc (Vilamolat de Mur)
La Font del Ruc és una font del terme municipal de Castell de Mur, en territori del poble de Vilamolat de Mur, de l'antic municipi de Mur.
Està situada a 550 m d'altitud, a la dreta del barranc del Ruc, al qual dona nom, a la Plana del Roquero, situat a les Costes del Barranc del Ruc. És en un contrafort nord-oriental del Tossal Gros, al nord-est del poble de Vilamolat de Mur.